# Noc

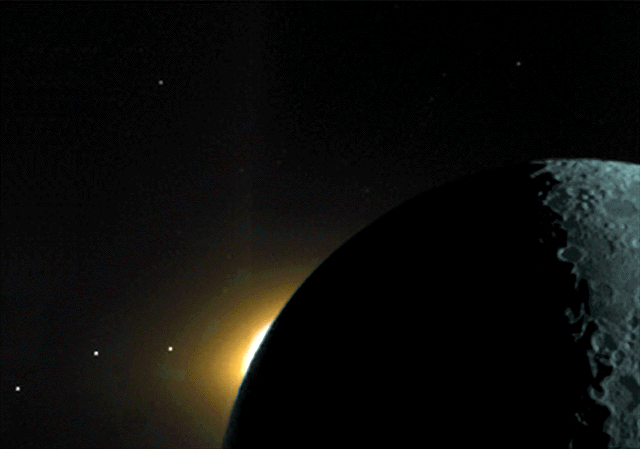
Noc na Księżycu

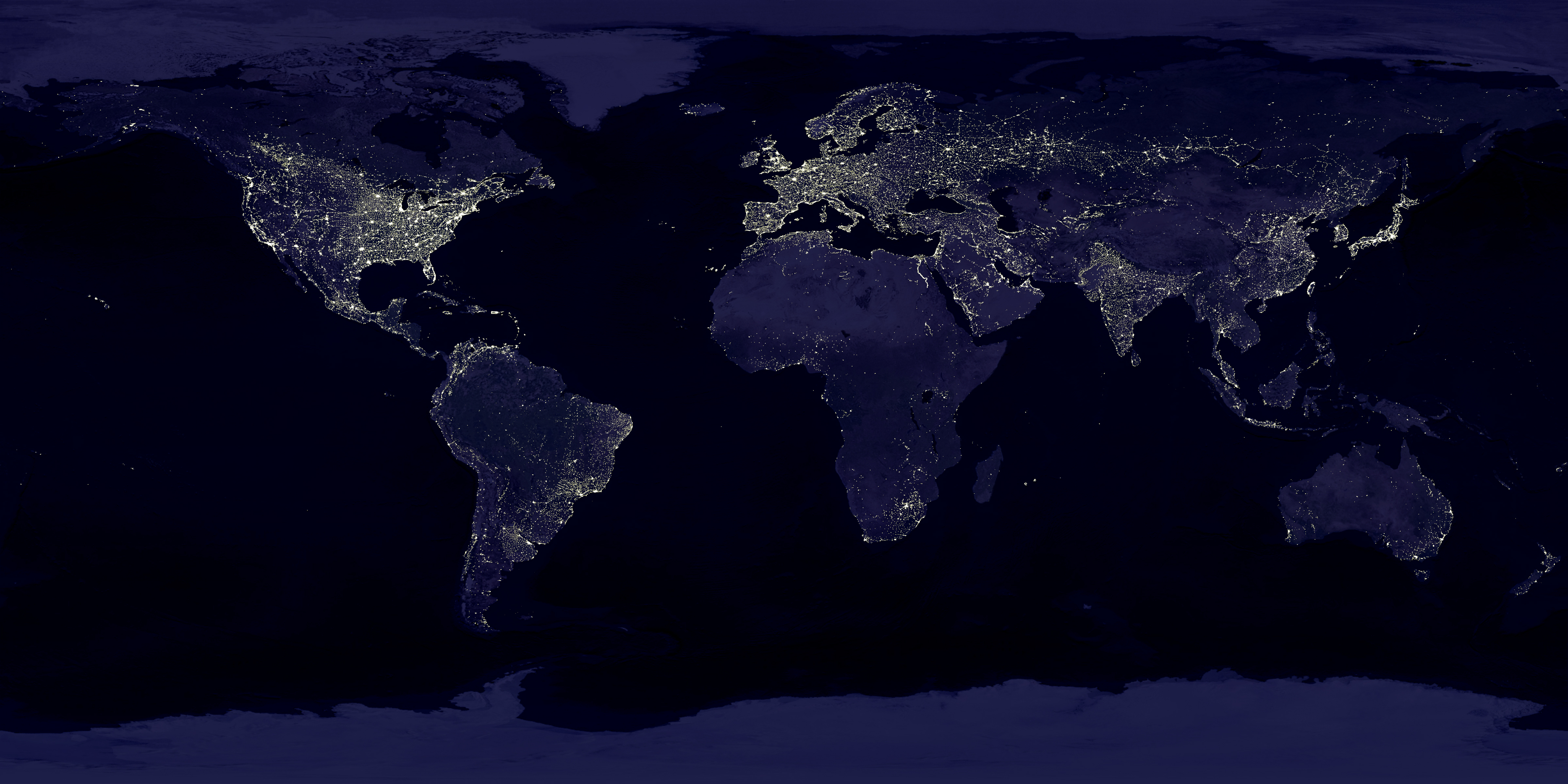
Mozaika nocnych zdjęć ukazuje wielkie miasta emitujące tak wiele światła, że widać je nawet na zdjęciach satelitarnych

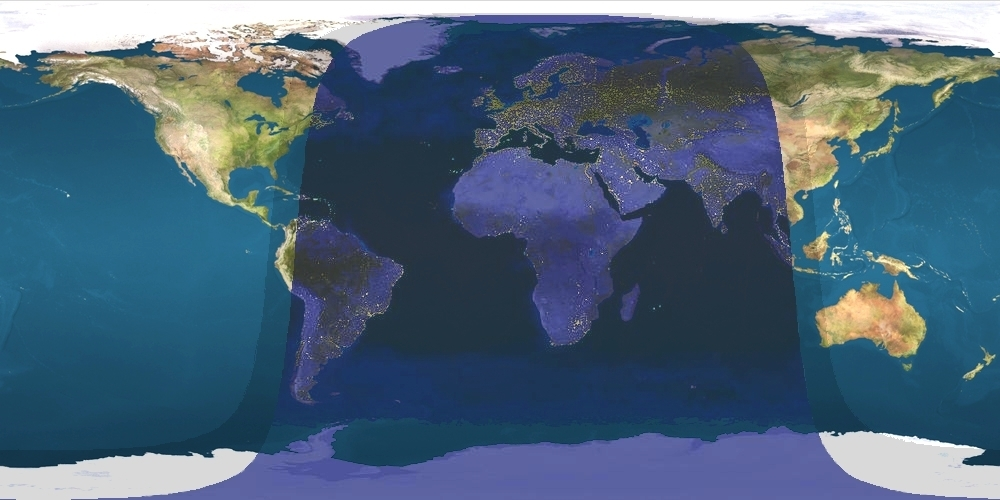
Oświetlenie Ziemi w czasie, gdy w Polsce jest środek nocy

Noc – część doby, w czasie której Słońce znajduje się poniżej linii horyzontu. Można też ją określić jako okres od zmierzchu do świtu. Zjawisko to występuje na planetach krążących wokół gwiazd – czyli ich satelitach, w tym również na Ziemi. Przeciwnym pojęciem jest dzień.
Nieco inaczej określa się noc astronomiczną, z którą mamy do czynienia, gdy Słońce znajduje się co najmniej 18° pod horyzontem.

## Czas trwania nocy
Czas trwania nocy w określonym miejscu na Ziemi uzależniony jest od kilku czynników, są nimi:
- szerokość geograficzna,
- pora roku,
- wysokość bezwzględna badanego punktu – wpływa w minimalnym stopniu,
- odległość Ziemi od Słońca (aphelium i peryhelium) – wpływa w minimalnym stopniu.

### Noce trwają krócej
Globalny, średni czas trwania nocy na Ziemi jest krótszy od okresu dnia z dwóch przyczyn:
1. Słońce nie jest punktem, lecz ogromnym obiektem zbliżonym kształtem do kuli, którego obwód na równiku wynosi ok. 4,4 mln km. Ponadto Słońce znajduje się w stosunkowo niedużej odległości od Ziemi (średnio ok. 149,6 mln km). Z tych powodów Słońce oświetla ok. 32 minuty kątowe powierzchni Ziemi w tak samo intensywny sposób. Na przykład oznacza to, że gdy Słońce góruje – to jednocześnie w pasie o szerokości ok. 1,9 km. Zatem dzień „wydziera” te niecałe 2 km nocy. Inaczej mówiąc, Słońce jako obiekt o rozmiarach 32 minut kątowych, nie wschodzi/zachodzi momentalnie jak punkt, a jest to proces trwający w czasie – wschód/zachód Słońca.
2. Atmosfera powoduje refrakcję (załamanie) światła słonecznego w ten sposób, że dociera ono do obserwatora na Ziemi w momencie, gdy Słońce jest już/jeszcze całkowicie poniżej linii horyzontu o około 34 minuty kątowe.

Oba czynniki sprawiają, że światło słoneczne osiąga określony punkt na Ziemi, gdy centrum Słońca jest jeszcze o ok. 50 minut kątowych poniżej horyzontu.

### Równonoce
W dniach równonocy jesiennej i wiosennej, kiedy teoretycznie czasy trwania dnia i nocy się zrównują, w rzeczywistości noc trwa krócej. Na równiku różnica ta wynosi ok. 14 minut i zwiększa się w kierunku biegunów. Oznacza to, że również w Polsce czas trwania dnia i nocy podczas równonocy nie są idealnie takie same.

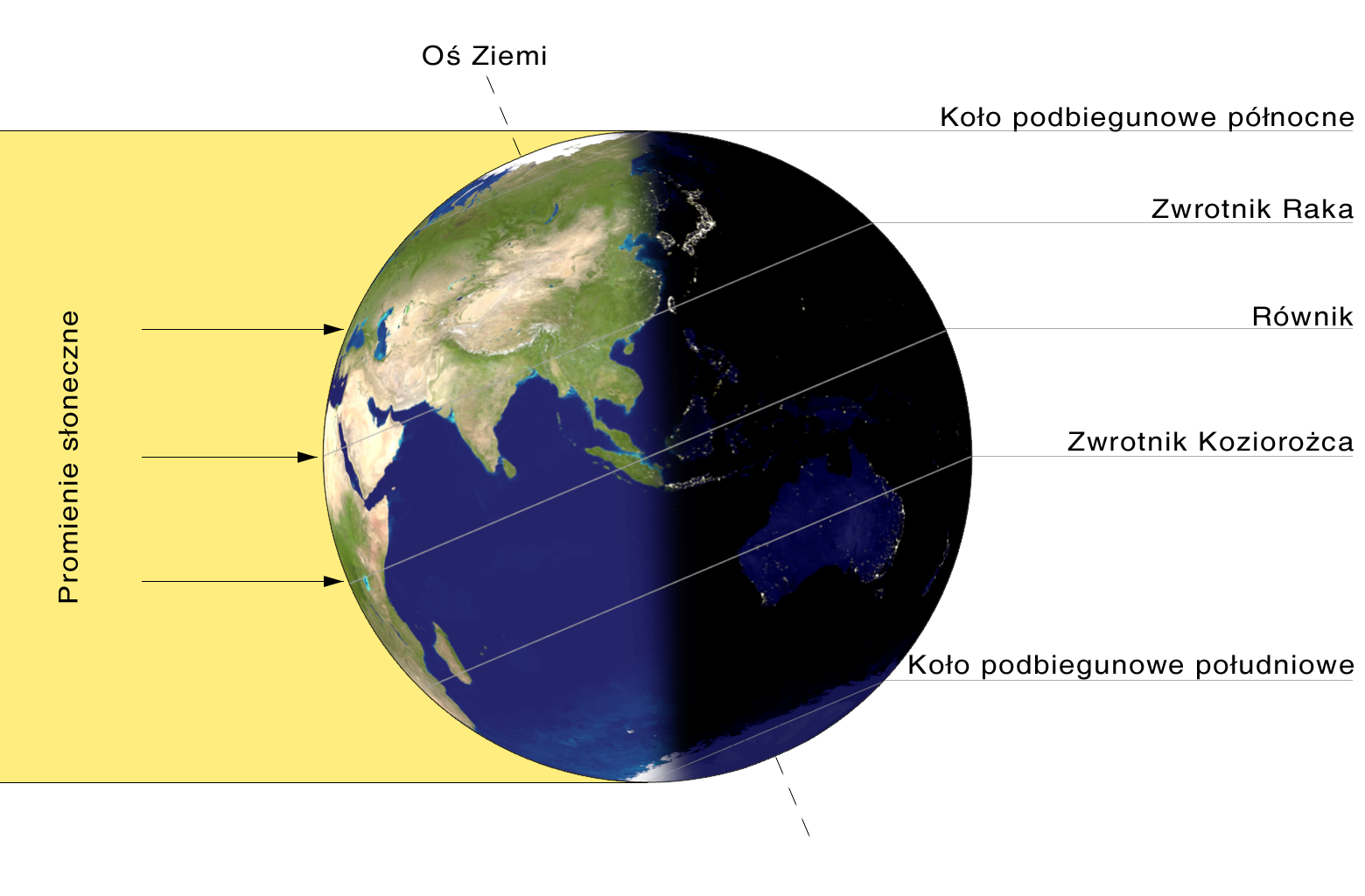
Oświetlenie Ziemi przez Słońce w dniu przesilenia letniego na półkuli północnej

### Przesilenia
Najdłuższa noc:
- na półkuli północnej wypada z 21 na 22 grudnia – przesilenie zimowe,
- na półkuli południowej wypada z 21 na 22 czerwca.

Najkrótsza noc:
- na półkuli północnej wypada z 21 na 22 czerwca – przesilenie letnie,
- na półkuli południowej wypada z 21 na 22 grudnia.

W Polsce najkrótszą noc można zaobserwować w najdalej na północ wysuniętym punkcie – przylądku Rozewie. Podczas przesilenia noc trwa tam tylko ok. 6 godzin i 40 min.

### Noc polarna
Podczas nocy polarnej Słońce nie wschodzi przez ponad 24 godziny. Zjawisko to ma miejsce na terenach leżących powyżej koła podbiegunowego na obu półkulach.
W okolicach koła podbiegunowego noc polarna trwa 24 godziny i występuje tylko raz w roku, natomiast im bliżej biegunów, tym noce polarne są dłuższe i występują z rzędu przez pewien – coraz dłuższy – okres. Na biegunach noc polarna trwa niemal dokładnie pół roku.
Ze względu na czynniki wielkości Słońca i refrakcjiopisane powyżej, obszary występowania nocy polarnych na obu półkulach (strefy polarne) są nieco mniejsze niż obszary od koła podbiegunowego (66°33′39″N lub 66°33′39″S) do bieguna (odpowiednio 66° N lub 66° S). Natomiast obszary występowania dnia polarnego są nieco większe od obszarów zawartych pomiędzy kołem podbiegunowym a biegunem.
Innym pojęciem jest biała noc, podczas której tarcza Słońca chowa się całkiem poniżej horyzontu, jednak na tyle niedaleko, że zmierzch przechodzi od razu w świt.

## Wpływ na organizmy żywe

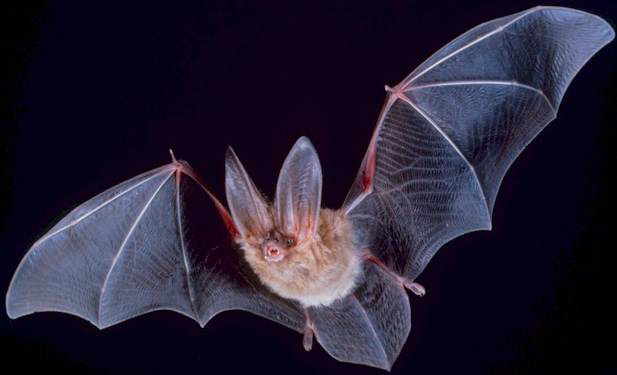
Nietoperz – zwierzę prowadzące nocny tryb życia

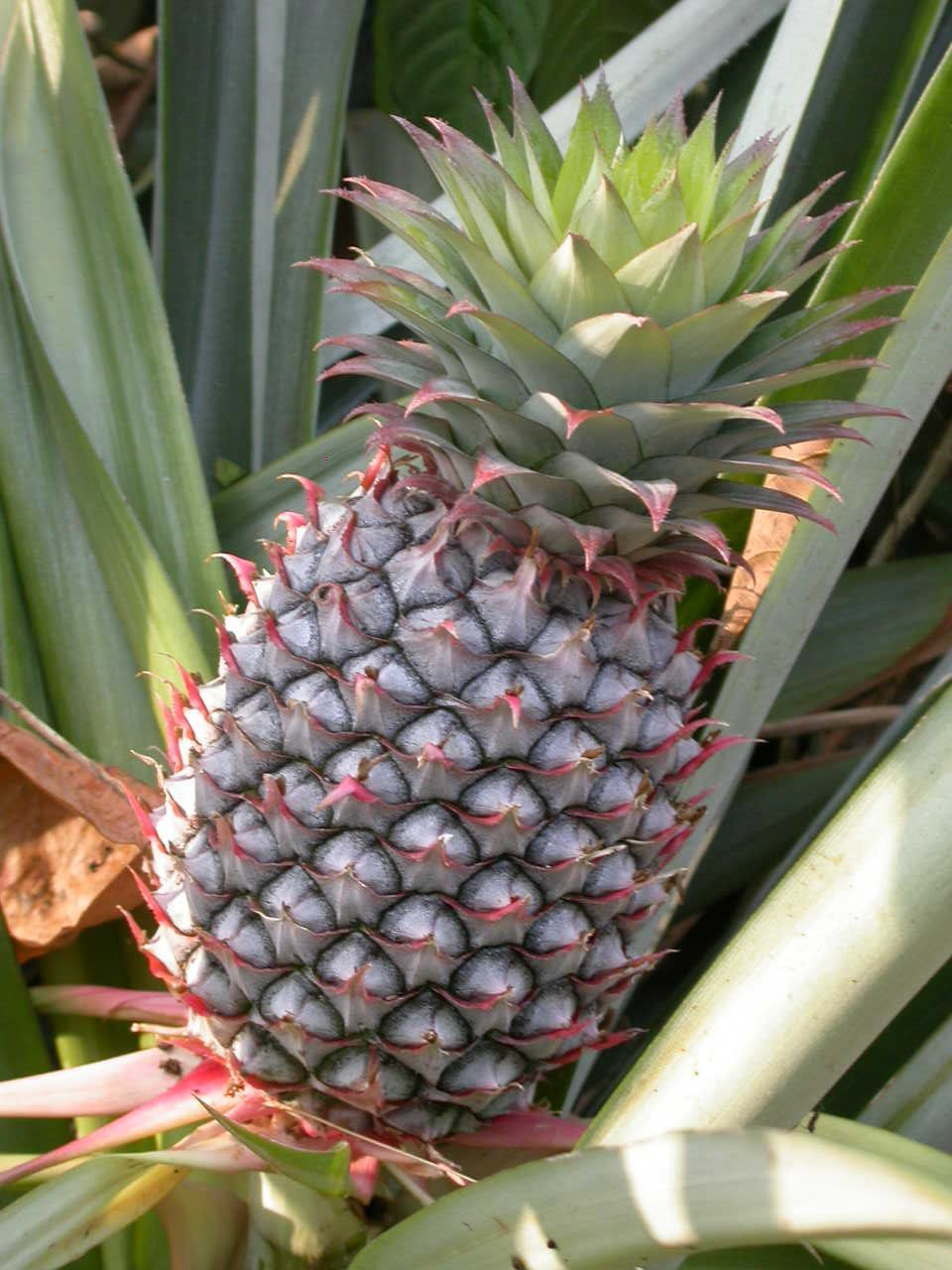
Ananas wykorzystuje noc w swoim metabolizmie

Brak światła słonecznego – podstawowego źródła energii potrzebnej do życia na Ziemi, ma ogromny wpływ na morfologię, fizjologię i zachowanie niemal wszystkich organizmów.

### Zwierzęta
Niektóre zwierzęta śpią w nocy, podczas gdy inne – prowadzące nocny tryb życia, są w tym czasie najaktywniejsze.
Część gatunków zwierząt nie jest w ogóle przystosowana do aktywnego spędzania nocy, inne radzą sobie z nią równie dobrze jak z dniem. Na przykład kotowate, dzięki niezwykle czułej siatkówce, są w stanie bardzo dobrze widzieć przy niewielkim natężeniu światła. Istnieją też gatunki, które są aktywne jedynie od zmierzchu do świtu. Najbardziej rozpoznawalnym zwierzęciem aktywnym w nocy jest nietoperz. Ssak ten w dzień mógłby być łatwym łupem dla większych od siebie drapieżników, dlatego przystosował się do polowania w nocy, kiedy większość jego naturalnych wrogów śpi. Natomiast nocne gatunki ćmy przystosowały się fizjologicznie do aktywności w nocy, poprzez ubarwienie skrzydeł, których kolorystyka oscyluje wokół czarnego, szarego i brązowego.

### Rośliny
Podobnie jak na zwierzęta, efekty dnia i nocy mają wpływ również na rośliny. One także w drodze ewolucji przystosowały się do braku światła w nocy.
Na przykład dzięki fotosyntezie CAM, niektóre rośliny mogą „aktywnie” wykorzystywać noc (podczas której, z powodu braku światła nie jest przeprowadzana faza jasna fotosyntezy) do podtrzymywania swojego metabolizmu, np. ananas. Te rośliny nie mogłyby w dzień wchłaniać dwutlenku węgla, ponieważ straciłyby w tym czasie zbyt wiele wody. Natomiast w nocy, kiedy parowanie jest mniejsze, mogą magazynować CO2 w swoich komórkach.

## Oddziaływanie na człowieka
Człowiek nie jest przystosowany biologicznie do nocnego trybu życia. Jego oczy mają mało pręcików i przystosowane są do widzenia fotopowego (przy dobrym świetle). Inne zmysły takie jak słuch czy węch nie pozwalają nam na bezpieczne poruszanie się w warunkach niskiego natężenia oświetlenia lub jego braku. Zatem człowiek, niewyposażony w zdobycze własnej technologii, jest niemal zupełnie bezbronny w nocy.
Brak światła jest szczególnie dotkliwy dla osób cierpiących na hemeralopię. Noc jest też utrapieniem dla osób chorych na nyktofobię.
Wraz z rozwojem sztucznego oświetlenia, zwłaszcza po rewolucji przemysłowej, aktywność człowieka zaczęła być realizowana również po zachodzie słońca. Wiele instytucji funkcjonuje również, lub przede wszystkim po zmierzchu. Kluby nocne, bary, sklepy, restauracje z fast foodem czy stacje benzynowe są często otwarte 24 godziny na dobę.
Zmiana trybu życia i zwiększenie aktywności wieczorem i w nocy wpływa na ludzki układ hormonalny. U dzieci, które wolą spać dłużej i do późniejszych godzin funkcjonować aktywnie, zmiany poziomu kortyzolu mogą powodować m.in. większą agresję.

## Odniesienia w kulturze
Noc była zawsze postrzegana jako czas na odpoczynek i sen. Z drugiej jednak strony noc to również czas na potajemne zgromadzenia, romanse i seks.
Noc kojarzy się na ogół również dość pejoratywnie z prostytucją i przestępczością. W wielu kulturach jest utożsamiana ze złem. Po zmierzchu z ukrycia wychodzą wampiry, wilkołaki i duchy.
Czas po zachodzie słońca zawsze był istotny w kulturach całego świata. Motyw nocy występuje w mitologiach wielu narodów. Między innymi w mitologii nordyckiej, w której jedną z ważniejszych postaci jest Nótt – bogini ciemności nocnych (jej trzecim mężem był Delling – Zmierzch). Natomiast w greckiej mitologii występuje bogini nocy Nyks. Ciemna pora doby jest również motywem łączącym opowiadania w arabskiej Księdze tysiąca i jednej nocy.
W 1877 Józef Chełmoński namalował obraz zatytułowany "Noc na Ukrainie".

## Galeria

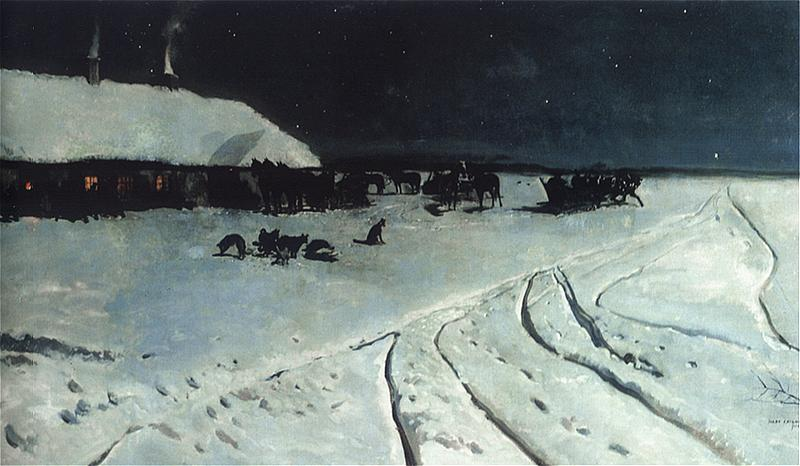
"Noc na Ukrainie" - obraz Józefa Chełmońskiego z 1877 roku (Muzeum Narodowe w Warszawie)
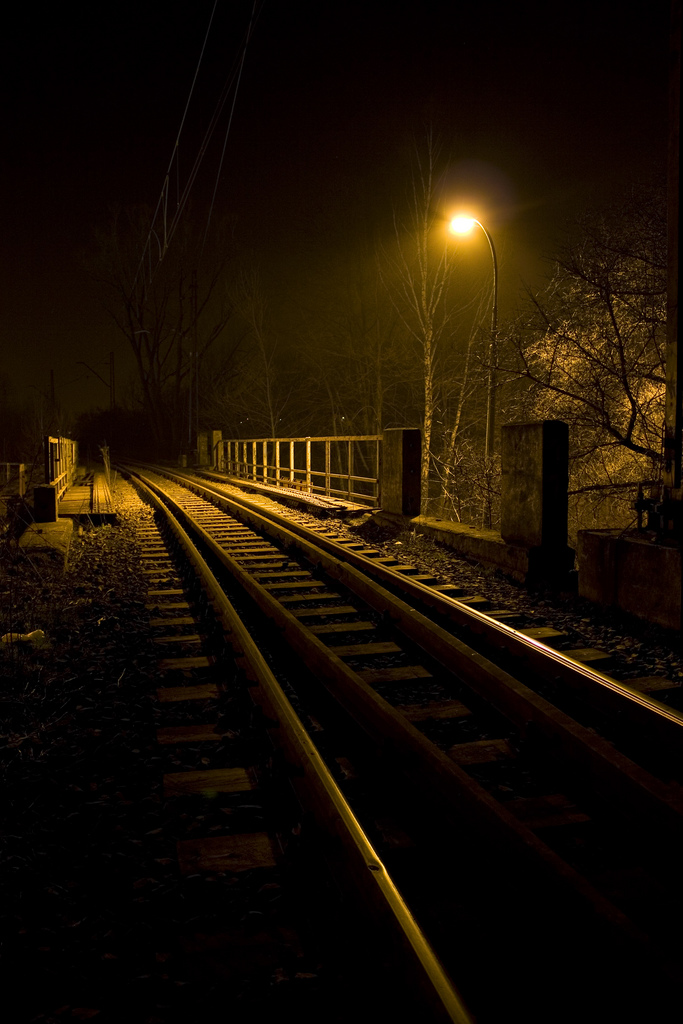
Tory kolejowe nocą
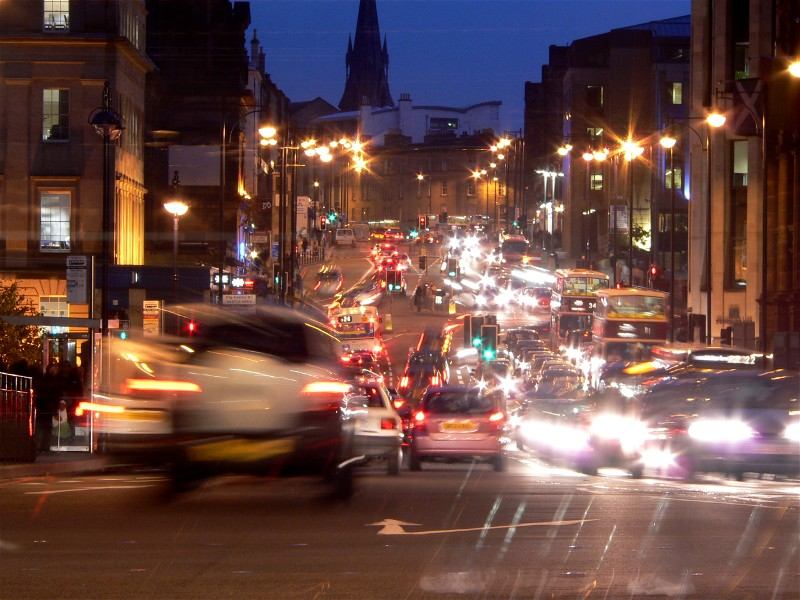
Zatłoczone ulice Edynburga w nocy
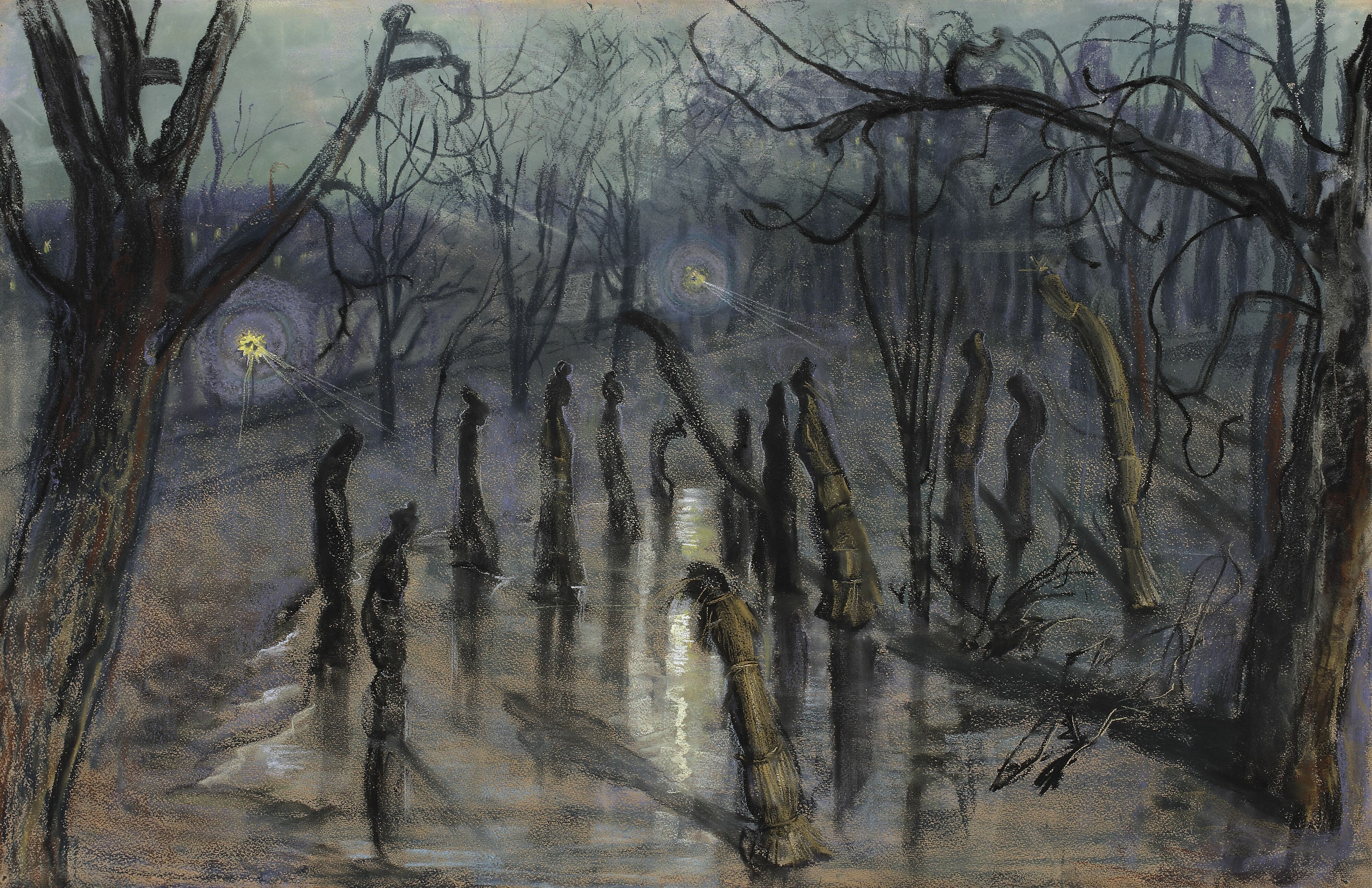
Stanisław Wyspiański, Chochoły (Planty nocą)
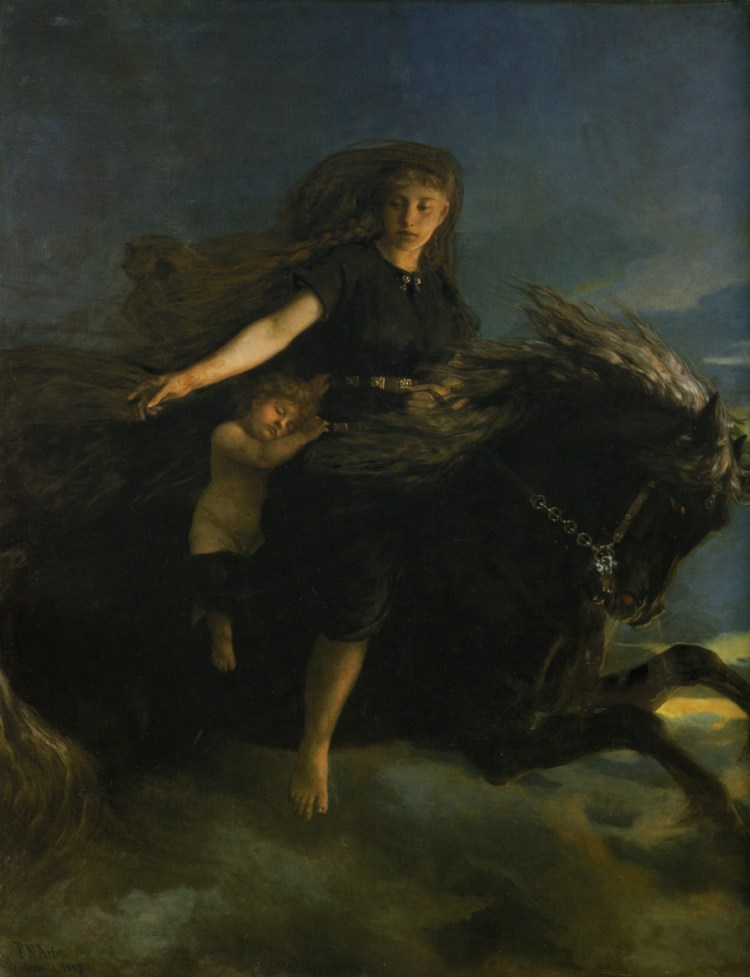
Bogini ciemności nocnych – Nótt, przedstawiona na koniu; XIX wieczny obraz autorstwa Peter Nicolai Arbo

### Zwyczaje
- Noc poślubna
- Prawo pierwszej nocy
- Noc Kupały
- Noc sylwestrowa
- Noc Walpurgi – w mitologii nordyckiej noc zmarłych, złych duchów

### Wydarzenia
- Noc Listopadowa
- Noc paskiewiczowska
- Noc teczek
- Noc kryształowa
- Noc długich noży
- Noc św. Bartłomieja
- Noc ołówków

### Wydarzenia kulturalne
- Noc Muzeów
- Noc Naukowców
- Noc kulturalna w Częstochowie
- Noc Kultury w Lublinie
- Noc Nenufarów

### Noc w utworach
- Noc generałów
- Noc i ciemność
- Noc i dzień
- Noc iguany
- Noc księżycowa
- Noc na Karlštejně
- Noc na Ziemi
- Noc noży
- Noc po ciężkim dniu
- Noc w bibliotece
- Noc w muzeum

### Inne
- Noc i Mgła
- Noc Jurija
- noc polarna
- biała noc